# مون سون مین
مون سون مین (کره‌ای: 문선민؛ انگلیسی: Moon Seon-min؛ زادهٔ ۹ ژوئن ۱۹۹۲) بازیکن فوتبال اهل کره جنوبی است.که در باشگاه فوتبال چونبوک هیوندای موتورز در پست مهاجم بازی می‌کند.
از باشگاه‌هایی که در آن بازی کرده‌است می‌توان به باشگاه فوتبال اوسترشوندس، باشگاه فوتبال دیورگاردن و باشگاه فوتبال اینچئون یونایتد اشاره کرد.